# Ernei
Ernei (węg. Nagyernye) – wieś w Rumunii, w okręgu Marusza, w gminie Ernei. W 2011 roku liczyła 2316 mieszkańców.